# Marignac-Lasclares
Pour les articles homonymes, voir Marignac.
Marignac-Lasclares est une commune française située dans le centre du département de la Haute-Garonne, en région Occitanie.
Sur le plan historique et culturel, la commune est dans le pays de Comminges, correspondant à l’ancien comté de Comminges, circonscription de la province de Gascogne située sur les départements actuels du Gers, de la Haute-Garonne, des Hautes-Pyrénées et de l'Ariège. Exposée à un climat océanique altéré, elle est drainée par la Louge, le canal de Saint-Martory, le ruisseau de Peyrane, Les Marticots et par divers autres petits cours d'eau.
Marignac-Lasclares est une commune rurale qui compte 476 habitants en 2022, après avoir connu une forte hausse de la population depuis 1975. Elle fait partie de l'aire d'attraction de Toulouse. Ses habitants sont appelés les Mariclarains ou  Mariclaraines.

## Géographie

### Localisation
La commune de Marignac-Lasclares se trouve dans le département de la Haute-Garonne, en région Occitanie.
Elle se situe à 43 km à vol d'oiseau de Toulouse, préfecture du département, à 25 km de Muret, sous-préfecture, et à 11 km de Cazères, bureau centralisateur du canton de Cazères dont dépend la commune depuis 2015 pour les élections départementales.
La commune fait en outre partie du bassin de vie de Cazères.
Les communes les plus proches sont : 
Gratens (2,2 km), Le Fousseret (3,8 km), Saint-Élix-le-Château (4,4 km), Labastide-Clermont (5,1 km), Lafitte-Vigordane (5,3 km), Lavelanet-de-Comminges (5,8 km), Bois-de-la-Pierre (6,0 km), Pouy-de-Touges (6,3 km).
Sur le plan historique et culturel, Marignac-Lasclares fait partie du pays de Comminges, correspondant à l’ancien comté de Comminges, circonscription de la province de Gascogne située sur les départements actuels du Gers, de la Haute-Garonne, des Hautes-Pyrénées et de l'Ariège.
Marignac-Lasclares est limitrophe de quatre autres communes.

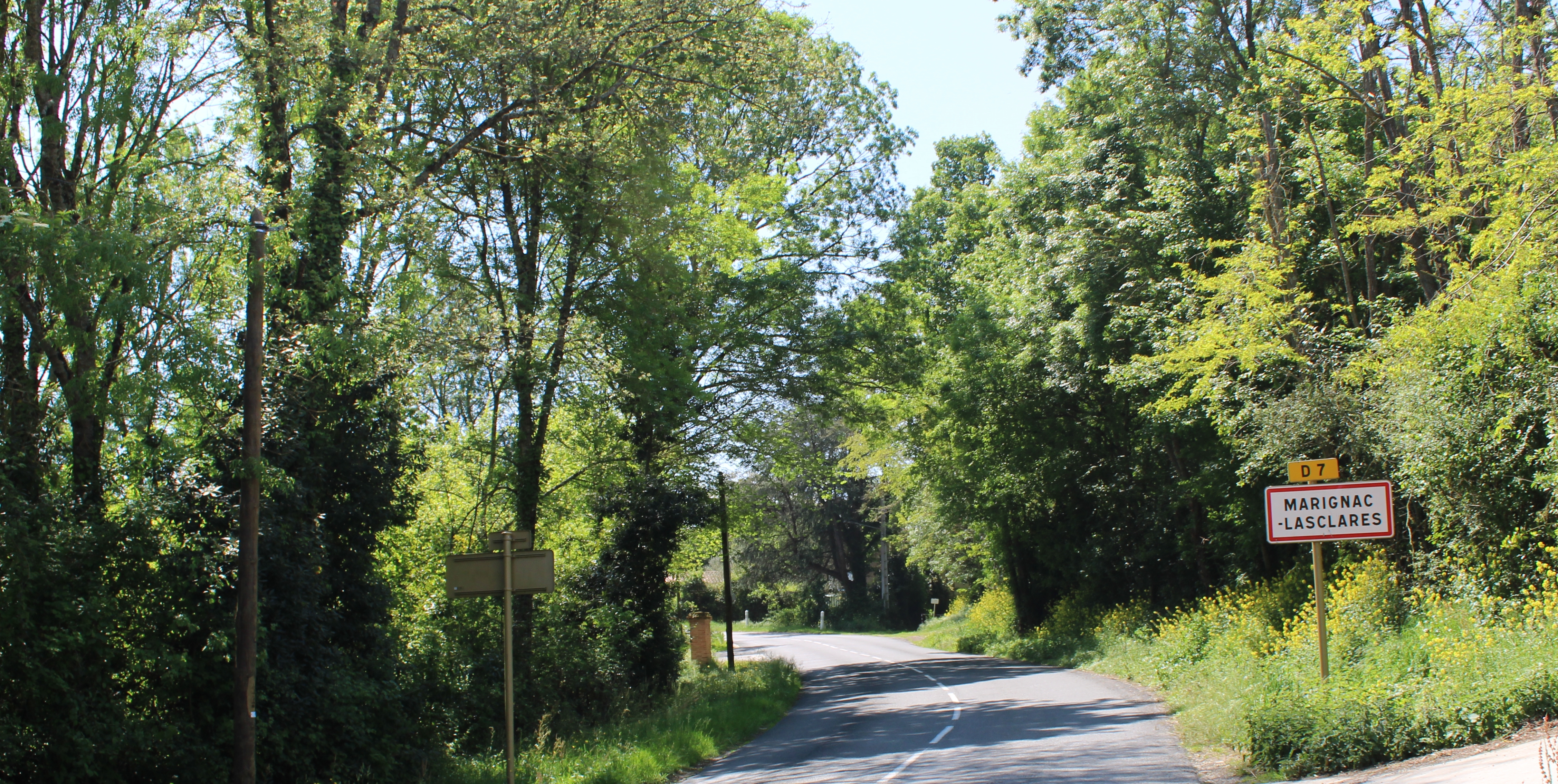
Entrée de la commune.

Les communes limitrophes sont  Gratens, Lafitte-Vigordane, Le Fousseret et Saint-Élix-le-Château.
|              | Gratens            |                       |
|              | Marignac-Lasclares | Lafitte-Vigordane     |
| Le Fousseret |                    | Saint-Élix-le-Château |

### Géologie et relief
La commune de Marignac-Lasclares  est établie à cheval sur la deuxième et la troisième terrasse de la Garonne, dans la plaine toulousaine de la Garonne.
La superficie de la commune est de 1 001 hectares ; son altitude varie de 231  à   310 mètres.

### Hydrographie

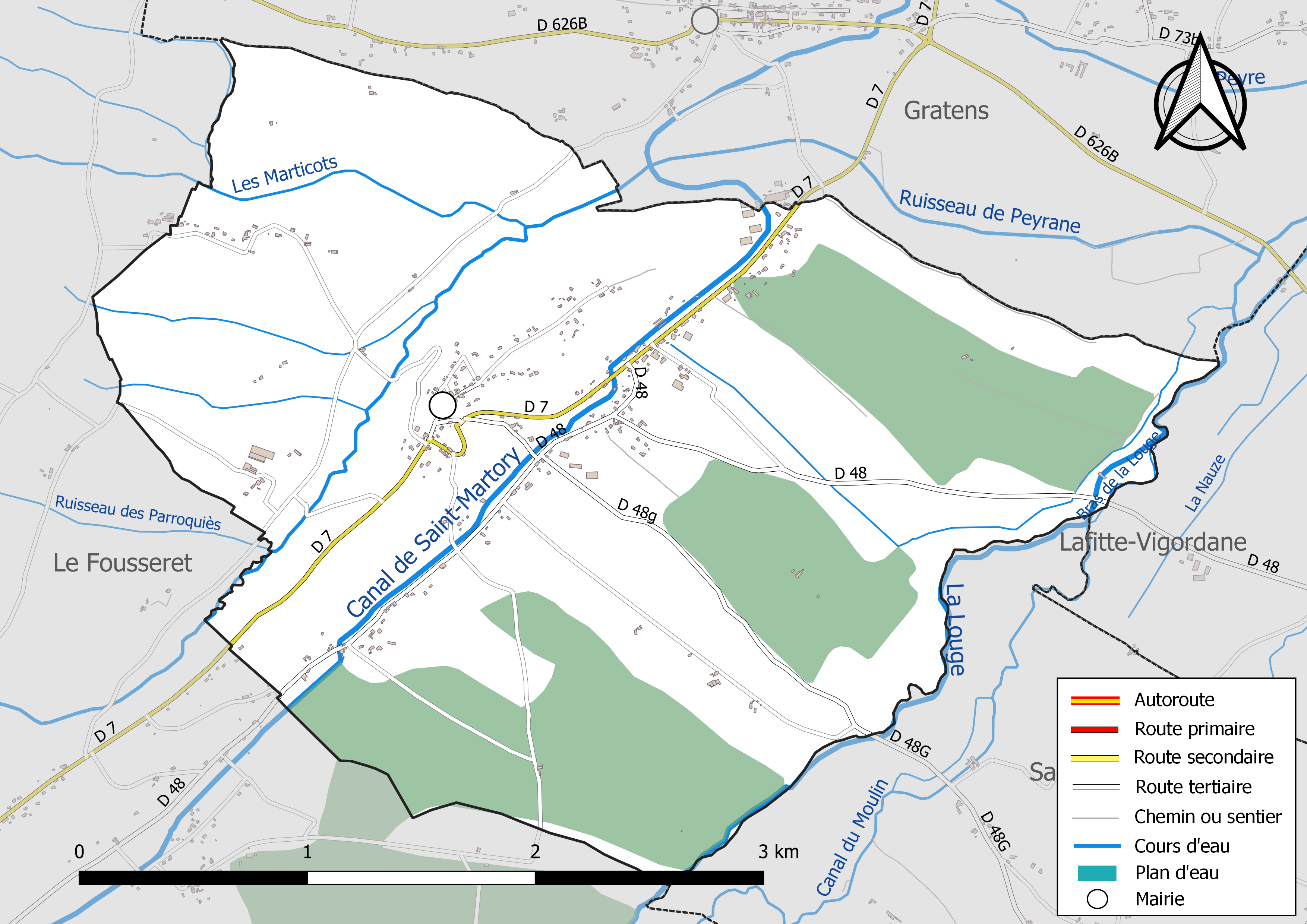
Réseaux hydrographique et routier de Marignac-Lasclares.

La commune est dans le bassin de la Garonne, au sein du bassin hydrographique Adour-Garonne. Elle est drainée par la Louge, le canal de Saint-Martory, le ruisseau de Peyrane, Les Marticots, un bras de la Louge, le ruisseau des Parroquiès et par divers petits cours d'eau, constituant un réseau hydrographique de 15 km de longueur totale,.
La Louge, d'une longueur totale de 100 km, prend sa source dans la commune de Villeneuve-Lécussan et s'écoule du sud-ouest vers le nord-est. Elle traverse la commune et se jette dans la Garonne à Muret, après avoir traversé 34 communes.
Le canal de Saint-Martory, d'une longueur totale de 71,2 km, prend sa source dans la commune de Saint-Martory et s'écoule du sud-ouest vers le nord-est. Il traverse la commune et se jette dans la Garonne à Toulouse, après avoir traversé 19 communes.
Le ruisseau de Peyrane, d'une longueur totale de 10,9 km, prend sa source dans la commune de Castelnau-Picampeau et s'écoule d'ouest en est. Il traverse la commune et se jette dans la Louge à Gratens, après avoir traversé 4 communes.

### Climat
Pour des articles plus généraux, voir Climat de l'Occitanie et Climat de la Haute-Garonne.
En 2010, le climat de la commune est de type climat du Bassin du Sud-Ouest, selon une étude s'appuyant sur une série de données couvrant la période 1971-2000. En 2020, Météo-France publie une typologie des climats de la France métropolitaine dans laquelle la commune est exposée à un climat océanique altéré et est dans la région climatique Aquitaine, Gascogne, caractérisée par une pluviométrie abondante au printemps, modérée en automne, un faible ensoleillement au printemps, un été chaud (19,5 °C), des vents faibles, des brouillards fréquents en automne et en hiver et des orages fréquents en été (15 à 20 jours).
Pour la période 1971-2000, la température annuelle moyenne est de 12,6 °C, avec une amplitude thermique annuelle de 15,5 °C. Le cumul annuel moyen de précipitations est de 792 mm, avec 9,6 jours de précipitations en janvier et 5,8 jours en juillet. Pour la période 1991-2020, la température moyenne annuelle observée sur la station météorologique la plus proche, située sur la commune de Palaminy à 12 km à vol d'oiseau, est de 13,2 °C et le cumul annuel moyen de précipitations est de 715,2 mm,. Pour l'avenir, les paramètres climatiques de la commune estimés pour 2050 selon différents scénarios d'émission de gaz à effet de serre sont consultables sur un site dédié publié par Météo-France en novembre 2022.

### Milieux naturels et biodiversité
Aucun espace naturel présentant un intérêt patrimonial n'est recensé sur la commune dans l'inventaire national du patrimoine naturel,,.

## Urbanisme

### Typologie
Au 1er janvier 2024, Marignac-Lasclares est catégorisée commune rurale à habitat dispersé, selon la nouvelle grille communale de densité à sept niveaux définie par l'Insee en 2022.
Elle est située hors unité urbaine. Par ailleurs la commune fait partie de l'aire d'attraction de Toulouse, dont elle est une commune de la couronne,. Cette aire, qui regroupe 527 communes, est catégorisée dans les aires de 700 000 habitants ou plus (hors Paris),.

### Occupation des sols
L'occupation des sols de la commune, telle qu'elle ressort de la base de données européenne d’occupation biophysique des sols Corine Land Cover (CLC), est marquée par l'importance des territoires agricoles (82,8 % en 2018), en diminution par rapport à 1990 (91,2 %). La répartition détaillée en 2018 est la suivante : 
terres arables (62,1 %), zones agricoles hétérogènes (16,1 %), forêts (8,8 %), zones urbanisées (8,5 %), prairies (4,6 %). L'évolution de l’occupation des sols de la commune et de ses infrastructures peut être observée sur les différentes représentations cartographiques du territoire : la carte de Cassini (XVIIIe siècle), la carte d'état-major (1820-1866) et les cartes ou photos aériennes de l'IGN pour la période actuelle (1950 à aujourd'hui).

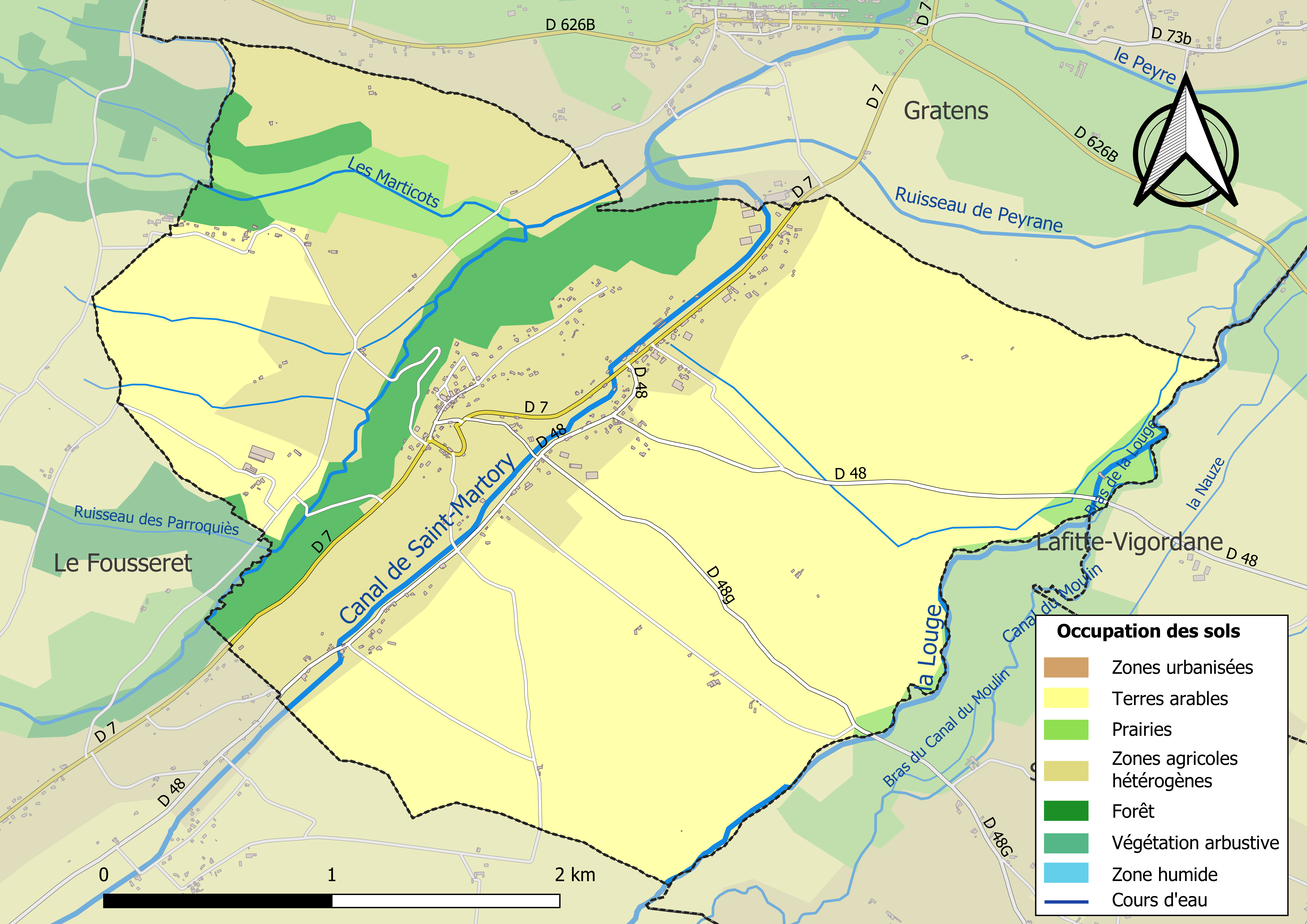
Carte des infrastructures et de l'occupation des sols de la commune en 2018 (CLC).

### Morphologie urbaine
La commune comprend un habitat dispersé.

### Logement
L'urbanisation croissante s'explique par la périurbanisation due à la proximité de Toulouse, Marignac-Lasclares faisant partie de son aire urbaine.

### Risques naturels et technologiques
Marignac-Lasclares est située sur une zone à risque d'inondation limité en bordure de la Louge et de son affluent crue, ainsi qu'aux mouvements de terrain, affaissements et effondrements.
La commune est également concernée par un risque de séisme de 2/5 (faible).

### Voies de communication et transports
La ligne 323 du réseau Arc-en-Ciel relie la commune à la gare de Carbonne, en correspondance avec les TER Occitanie en direction de Toulouse-Matabiau, et la ligne 361 relie la commune à la gare routière de Toulouse depuis Le Fousseret.

## Toponymie
Les mentions anciennes de Marignac -Lasclares sont : Sanctus Martinus de Insula Martini 815 c, capellanus 819 c. Marinhaguetum  commendator, rectoría, 827 A et n, Marignac de las Clares v. 1757.

## Histoire
En 1491, Roger d'Espagne, seigneur de Launaguet et de Seysses- Tolosane, concède les droits de Coutumes à Marignac-Lascales.
En 162l, Roger Charlas, maître d'école, originaire du lieu de Péguilhan, en Comminges, sollicitant la régence de Carbonne, disait avoir déjà exercé à Marignac-Lasclares. Les gages étaient de 50 livres en 1670 et de 100 livres au XVIIIe siècle.
À partir du Moyen Âge jusqu'à sa disparition en 1790 pendant la Révolution française, Marignac-Lasclares faisait partie du diocèse de Rieux.
Jusqu'en 2023, Camille Etchegaray, cavalière vice-championne de France d'équitation en 2018, vécut au château de Marignac. 

## Politique et administration

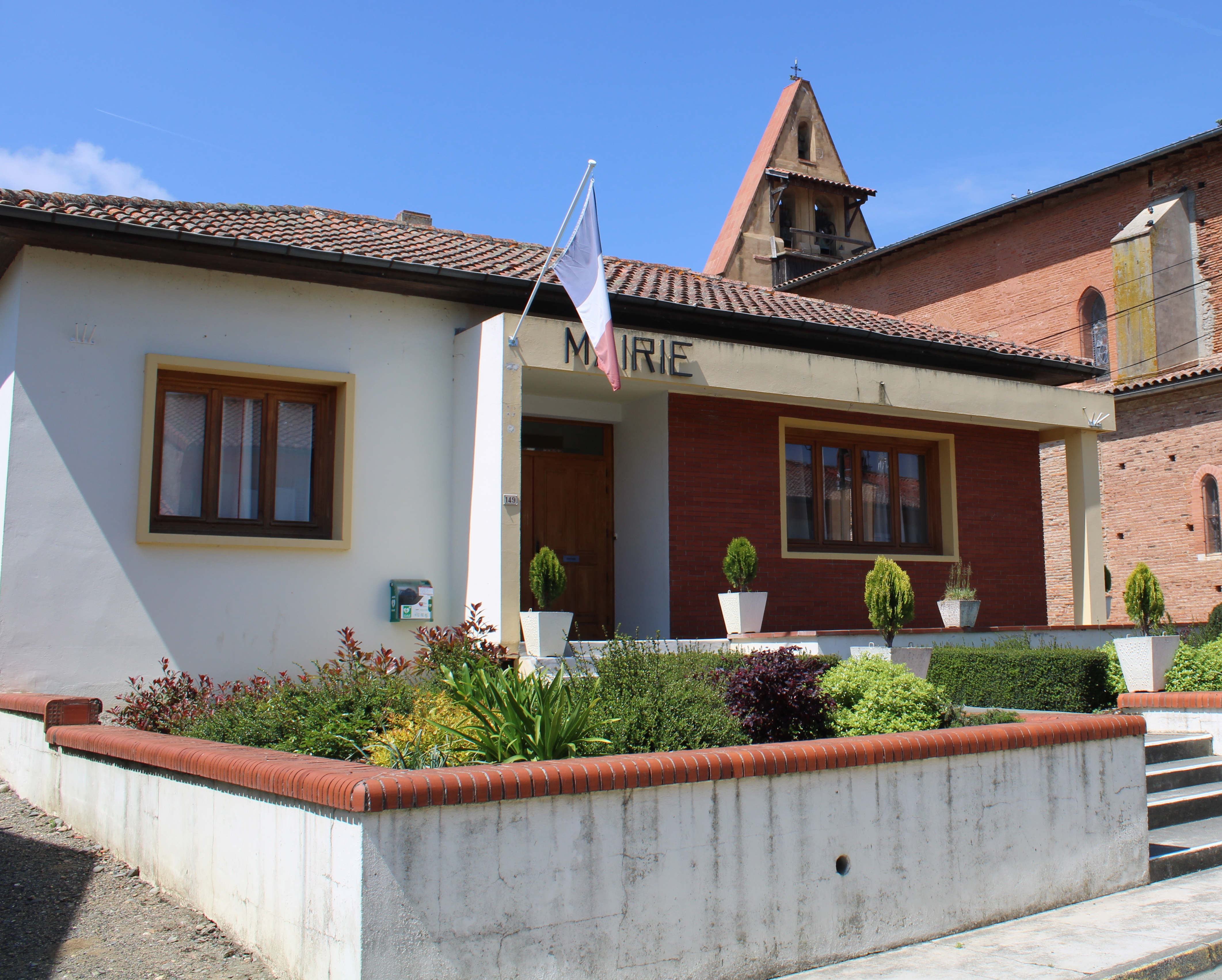
La mairie.

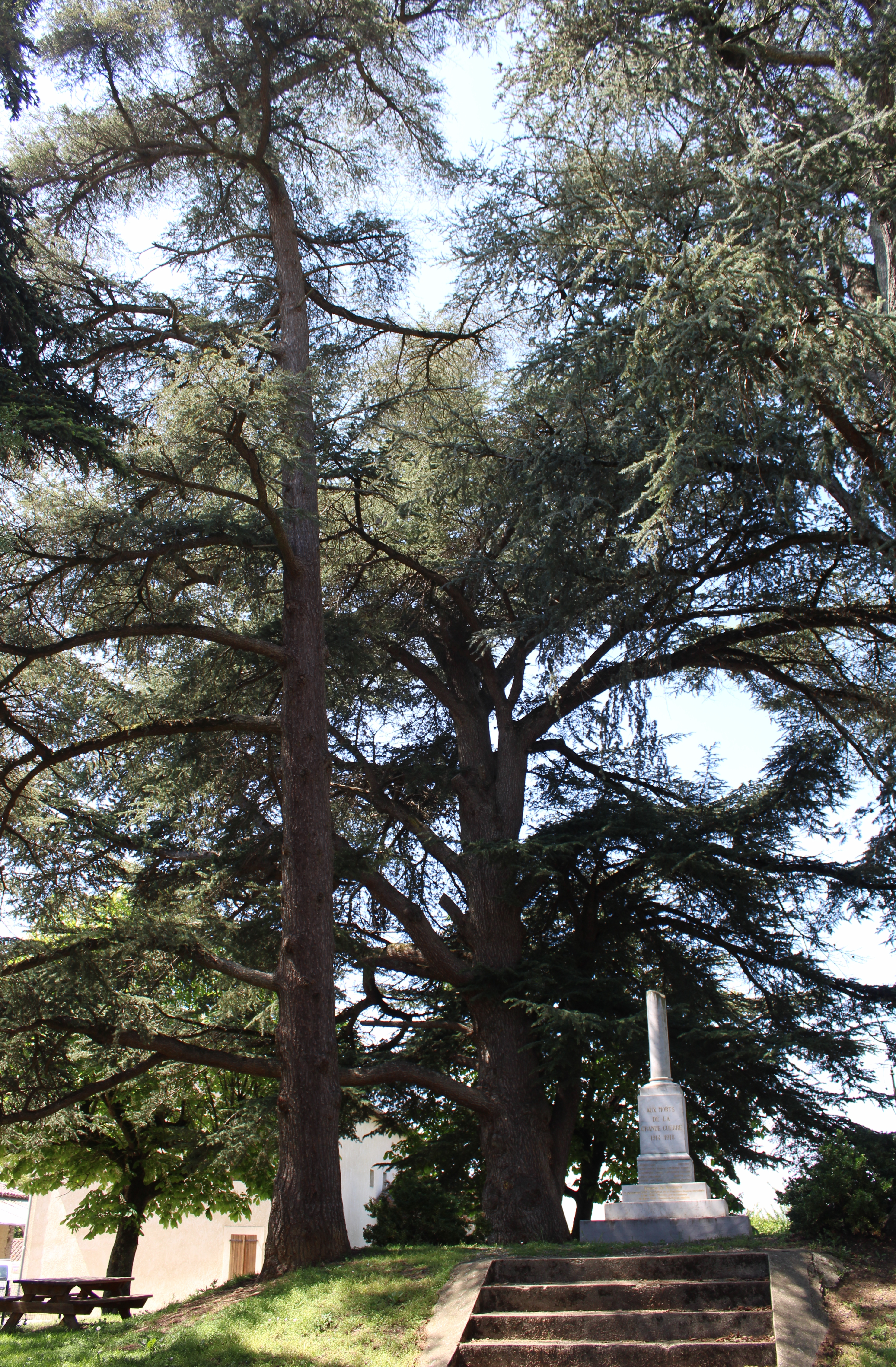
Le monument aux morts.

### Administration municipale
Le nombre d'habitants au recensement de 2011 étant compris entre 100 et 500, le nombre de membres du conseil municipal pour l'élection de 2014 est de onze,.

### Rattachements administratifs et électoraux
Commune faisant partie de la huitième circonscription de la Haute-Garonne, de la communauté de communes Cœur de Garonne et du canton de Cazères (avant le redécoupage départemental de 2014, Marignac-Lasclares faisait partie de l'ex-canton du Fousseret et avant le 1er janvier 2017, elle faisait partie de la communauté de communes de la Louge et du Touch).

### Liste des maires
| Période                                  | Période | Identité                     | Étiquette | Qualité |
| ---------------------------------------- | ------- | ---------------------------- | --------- | --- |
| Les données manquantes sont à compléter. |         |                              |           | |
| 1790                                     | 1791    | Joseph Marqués de Gabriel    |           | |
| 1790                                     | 1791    | Jacques Tachoires            |           | Officier municipal |
| 1790                                     | 1791    | Raymond Marqués              |           | Officier municipal |
| 1791                                     | 1791    | Bertrand Augueres            |           | Ménager Officier municipal |
| 1793                                     | 1795    | Nicolas Baudonnet            |           | Membre du conseil général de la commune |
| 1793                                     | 1794    | Anne Espaignol               |           | |
| 1794                                     | 1794    | Jean Marqués                 |           | Officier municipal |
| 1794                                     | 1794    | Bertrand Vidal               |           | Officier municipal |
| 1794                                     | 1794    | Raymond Marqués              |           | Agent national |
| 1794                                     | 1794    | Jacques Cazarré              |           | |
| 1795                                     | 1795    | Anne Espaignol               |           | |
| 1796                                     | 1797    | Jacques Cazarré              |           | Membre du conseil général de la commune, adjoint municipal |
| 1796                                     | 1796    | Anne Espaignol               |           | Agent municipal |
| 1797                                     | 1800    | Jean Delpy                   |           | Agent municipal |
| 1799                                     | 1799    | M. Castex                    |           | Adjoint |
| 1800                                     | 1808    | Anne Espaignol               |           | |
| 1808                                     | 1809    | Jean François Marie Fontaine |           | |
| 1809                                     | 1816    | Jean Delpy                   |           | |
| 1816                                     | 1818    | Jean-Louis Marqués           |           | |
| 1818                                     | 1826    | M. Derrac                    |           | |
| 1826                                     | 1832    | Jean-Marie Rieurt            |           | |
| 1832                                     | 1844    | André Castex                 |           | |
| 1844                                     | 1847    | Cazimir Marqués              |           | |
| 1847                                     | 1848    | Paul Tachoires               |           | |
| 1848                                     | 1848    | Cazimir Marqués              |           | Maire provisoire |
| 1848                                     | 1855    | Marie Daniel Rey             |           | |
| 1855                                     | 1871    | Cazimir Marqués              |           | Maire, président de la commission administrative de la commune puis de nouveau maire                                                                               |
| 1871                                     | 1892    | Bertrand Andrieu             |           | |
| 1892                                     | 1912    | Maximin Ferré                |           | |
| 1912                                     | 1929    | Maurice Cizos                |           | |
| 1929                                     | 1947    | Eugène Capblanquet           |           | |
| 1947                                     | 1953    | Pierre Bonnemaison           |           | |
| 1953                                     | 1959    | Raymond Laveda               |           | |
| 1959                                     | 1995    | Noël Miegemolle              |           | |
| juin 1995                                | 2020    | Gérard Capblanquet           | PS        | Retraité Président du SIVOM du Fousserétois(2001 → 2004) Président de la CC de la Louge et du Touch (2014 → 2016) Président de la CC Cœur de Garonne (2017 → 2020) |
| 2020                                     |         | Anicet Agboton               |           | |

## Population et société

### Démographie
| 1793 | 1800 | 1806 | 1821 | 1831 | 1836 | 1841 | 1846 | 1851 |
| ---- | ---- | ---- | ---- | ---- | ---- | ---- | ---- | ---- |
| 473  | 431  | 514  | 500  | 501  | 451  | 486  | 446  | 524  |

| 1856 | 1861 | 1866 | 1872 | 1876 | 1881 | 1886 | 1891 | 1896 |
| ---- | ---- | ---- | ---- | ---- | ---- | ---- | ---- | ---- |
| 505  | 482  | 459  | 440  | 408  | 418  | 405  | 402  | 401  |

| 1901 | 1906 | 1911 | 1921 | 1926 | 1931 | 1936 | 1946 | 1954 |
| ---- | ---- | ---- | ---- | ---- | ---- | ---- | ---- | ---- |
| 370  | 349  | 384  | 369  | 312  | 304  | 289  | 278  | 290  |

| 1962 | 1968 | 1975 | 1982 | 1990 | 1999 | 2005 | 2006 | 2010 |
| ---- | ---- | ---- | ---- | ---- | ---- | ---- | ---- | ---- |
| 269  | 235  | 209  | 240  | 265  | 295  | 313  | 327  | 410  |

| 2015 | 2020 | 2022 | - | - | - | - | - | - |
| ---- | ---- | ---- | - | - | - | - | - | - |
| 469  | 465  | 476  | - | - | - | - | - | - |

| selon la population municipale des années : | 1968 | 1975 | 1982 | 1990 | 1999 | 2006 | 2009 | 2013 |
| Rang de la commune dans le département      | 234  | 318  | 298  | 275  | 268  | 291  | 276  | 262  |
| Nombre de communes du département           | 592  | 582  | 586  | 588  | 588  | 588  | 589  | 589  |

### Enseignement
Marignac-Lasclares fait partie de l'académie de Toulouse.

### Culture et festivité
Foyer rural, bibliothèque,

### Activités sportives
Quilles au Maillet

### Écologie et recyclage
La collecte et le traitement des déchets des ménages et des déchets assimilés ainsi que la protection et la mise en valeur de l'environnement se font dans le cadre de la communauté de communes de la Louge et du Touch.

## Économie

### Revenus
En 2018  (données Insee publiées en septembre 2021), la commune compte 169 ménages fiscaux, regroupant 457 personnes. La médiane du revenu disponible par unité de consommation est de 22 010 € (23 140 € dans le département).

### Emploi
|                | 2008  | 2013   | 2018  |
| -------------- | ----- | ------ | ----- |
| Commune        | 8 %   | 13,1 % | 5,7 % |
| Département    | 7,7 % | 9,6 %  | 9,3 % |
| France entière | 8,3 % | 10 %   | 10 %  |

En 2018, la population âgée de 15 à 64 ans s'élève à 302 personnes, parmi lesquelles on compte 78,4 % d'actifs (72,6 % ayant un emploi et 5,7 % de chômeurs) et 21,6 % d'inactifs,. En  2018, le taux de chômage communal (au sens du recensement) des 15-64 ans est inférieur à celui de la France et département, alors qu'en 2008 il était supérieur à celui du département et inférieur à celui de la France.
La commune fait partie de la couronne de l'aire d'attraction de Toulouse, du fait qu'au moins 15 % des actifs travaillent dans le pôle,. Elle compte 29 emplois en 2018, contre 38 en 2013 et 23 en 2008. Le nombre d'actifs ayant un emploi résidant dans la commune est de 221, soit un indicateur de concentration d'emploi de 13,3 % et un taux d'activité parmi les 15 ans ou plus de 64,6 %.
Sur ces 221 actifs de 15 ans ou plus ayant un emploi, 23 travaillent dans la commune, soit 11 % des habitants. Pour se rendre au travail, 88 % des habitants utilisent un véhicule personnel ou de fonction à quatre roues, 3,7 % les transports en commun, 2,3 % s'y rendent en deux-roues, à vélo ou à pied et 6 % n'ont pas besoin de transport (travail au domicile).

### Activités hors agriculture
27 établissements sont implantés  à Marignac-Lasclares au 31 décembre 2019. Le tableau ci-dessous en détaille le nombre par secteur d'activité et compare les ratios avec ceux du département,.
Le secteur du commerce de gros et de détail, des transports, de l'hébergement et de la restauration est prépondérant sur la commune puisqu'il représente 22,2 % du nombre total d'établissements de la commune (6 sur les 27 entreprises implantées  à Marignac-Lasclares), contre 25,9 % au niveau départemental.

### Agriculture
|               | 1988 | 2000 | 2010 | 2020  |
| ------------- | ---- | ---- | ---- | ----- |
| Exploitations | 23   | 19   | 14   | 9     |
| SAU (ha)      | 826  | 796  | 838  | 1 085 |

La commune est dans les « Coteaux de Gascogne », une petite région agricole occupant une partie ouest du département de la Haute-Garonne, constitué d'un relief de cuestas et de vallées peu profondes, creusés par les rivières issues du massif pyrénéen, avec une activité de polyculture et d’élevage. En 2020, l'orientation technico-économique de l'agriculture  sur la commune est la polyculture et/ou le polyélevage. Neuf exploitations agricoles ayant leur siège dans la commune sont dénombrées lors du recensement agricole de 2020 (23 en 1988). La superficie agricole utilisée est de 1 085 ha,,.

## Culture locale et patrimoine

### Lieux et monuments
- Église de la Nativité-de-la-Sainte-Vierge.

### Galerie

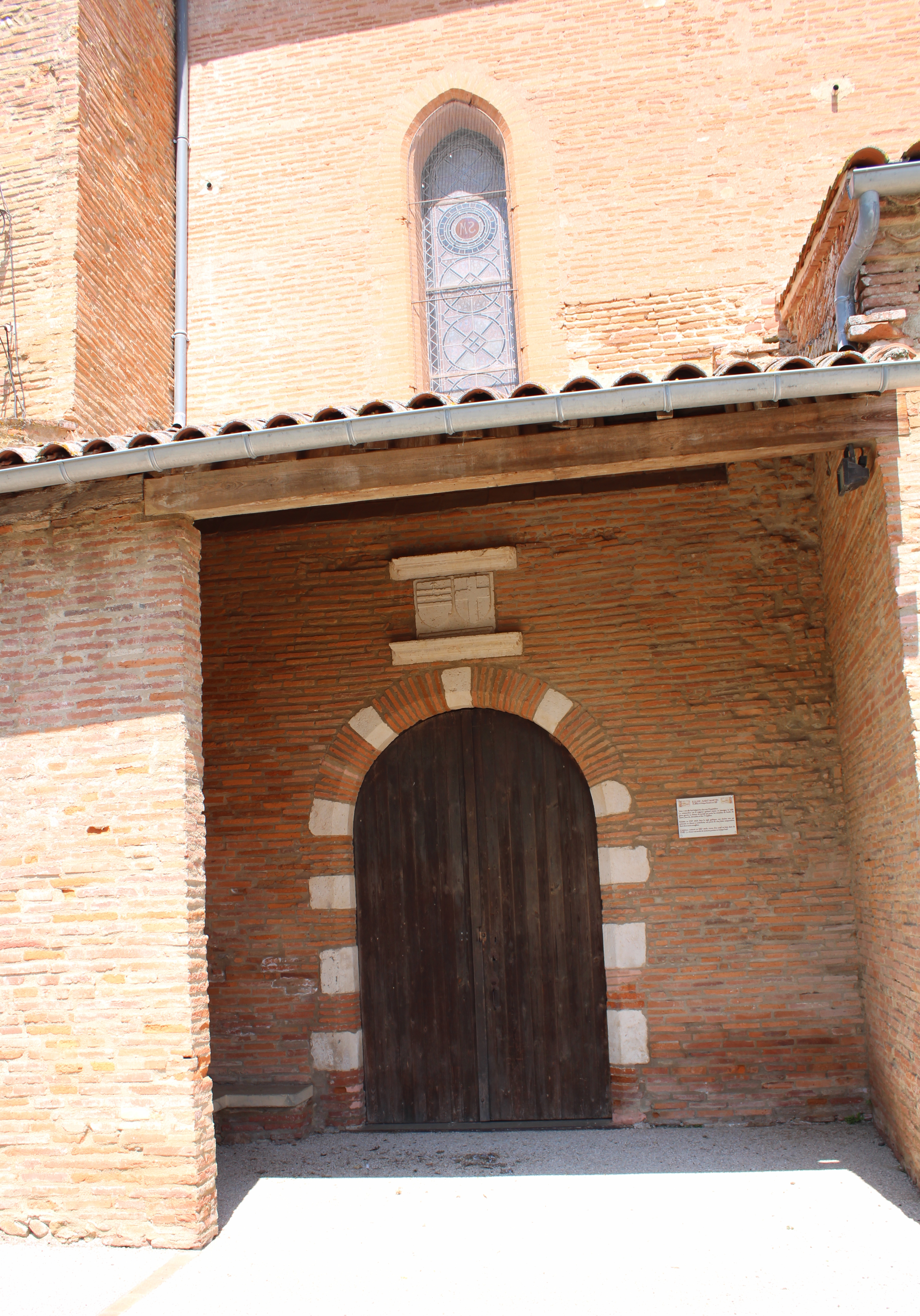
Portail de l'église.
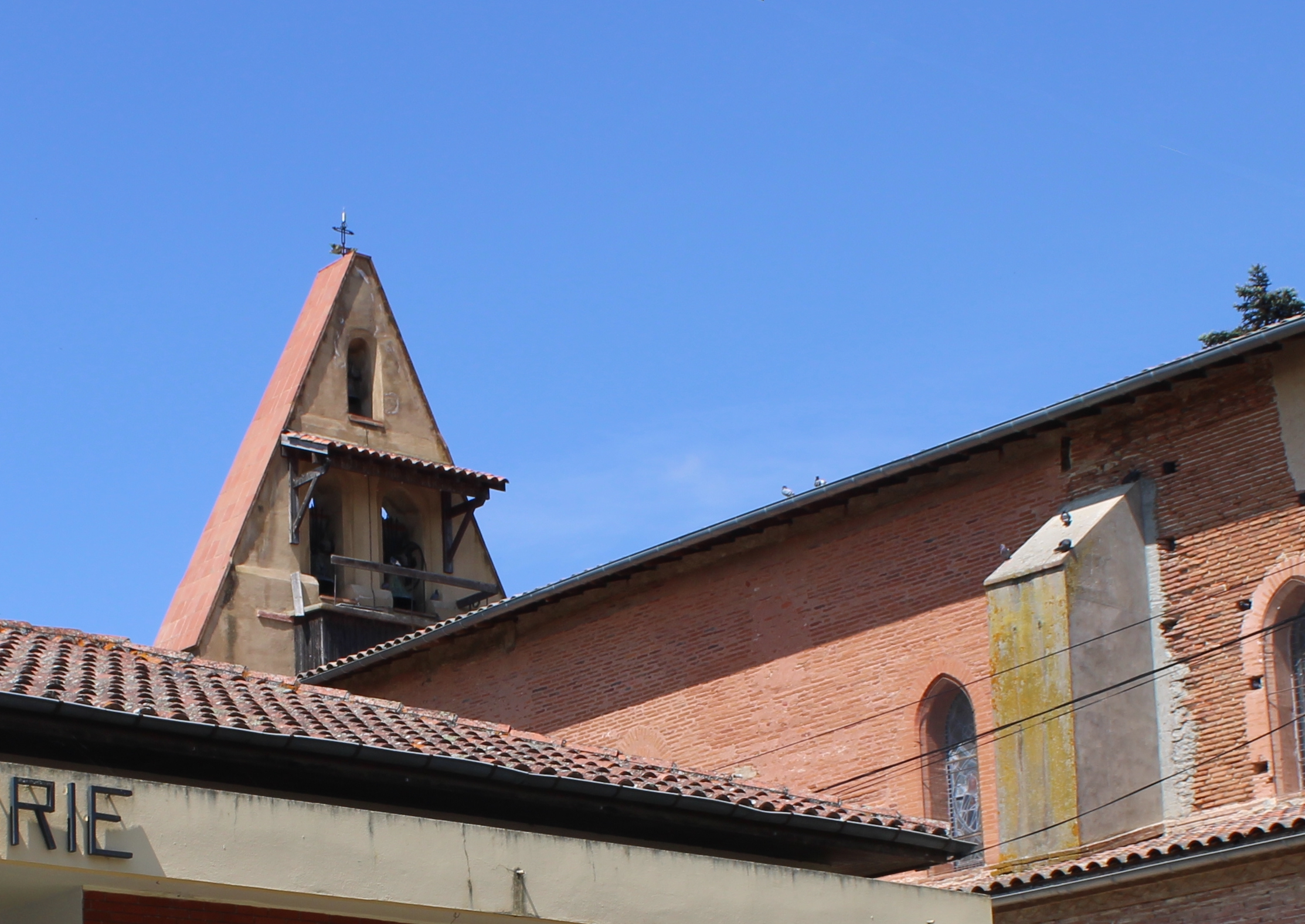
Vue du clocher-mur
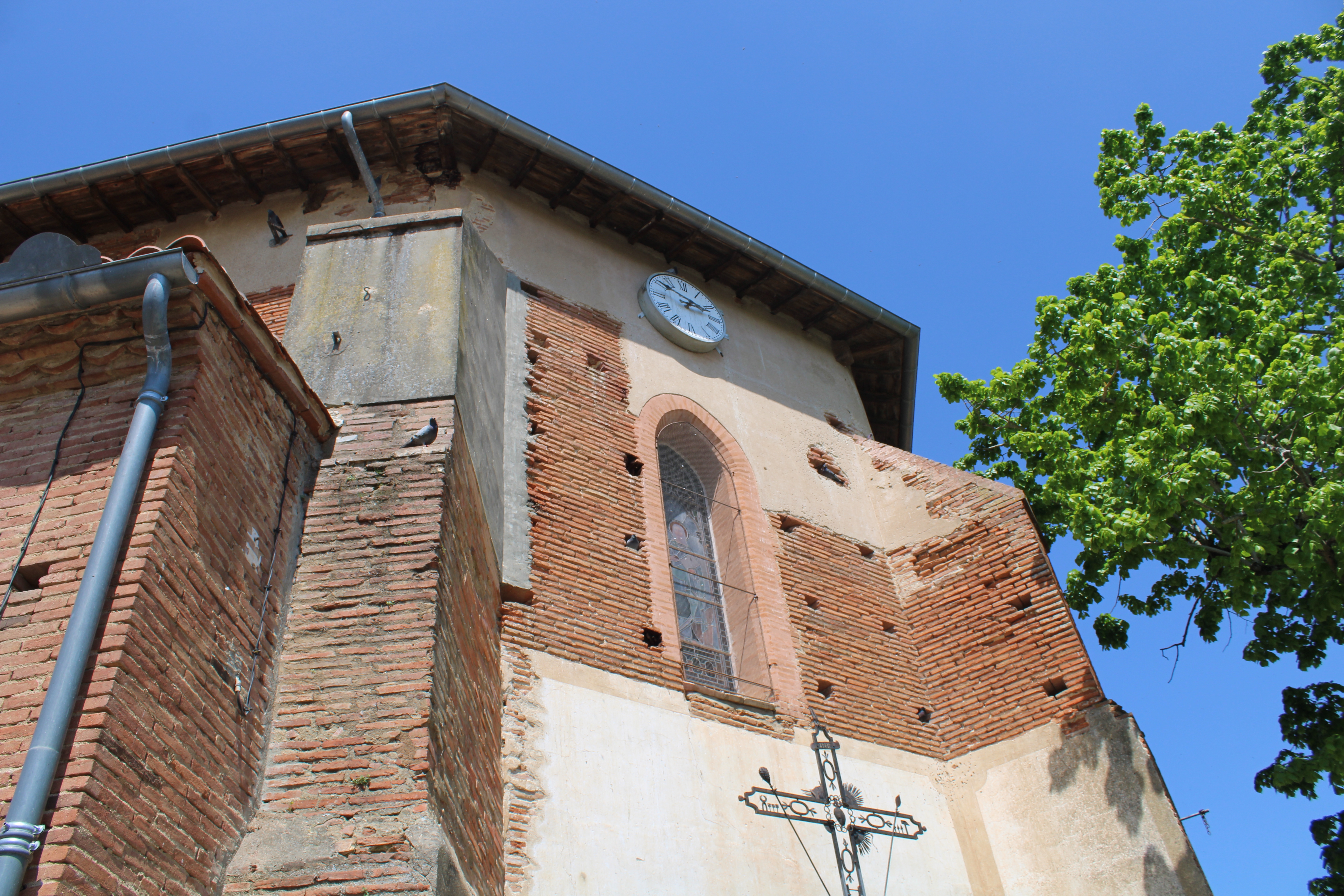
Vue de l'église.
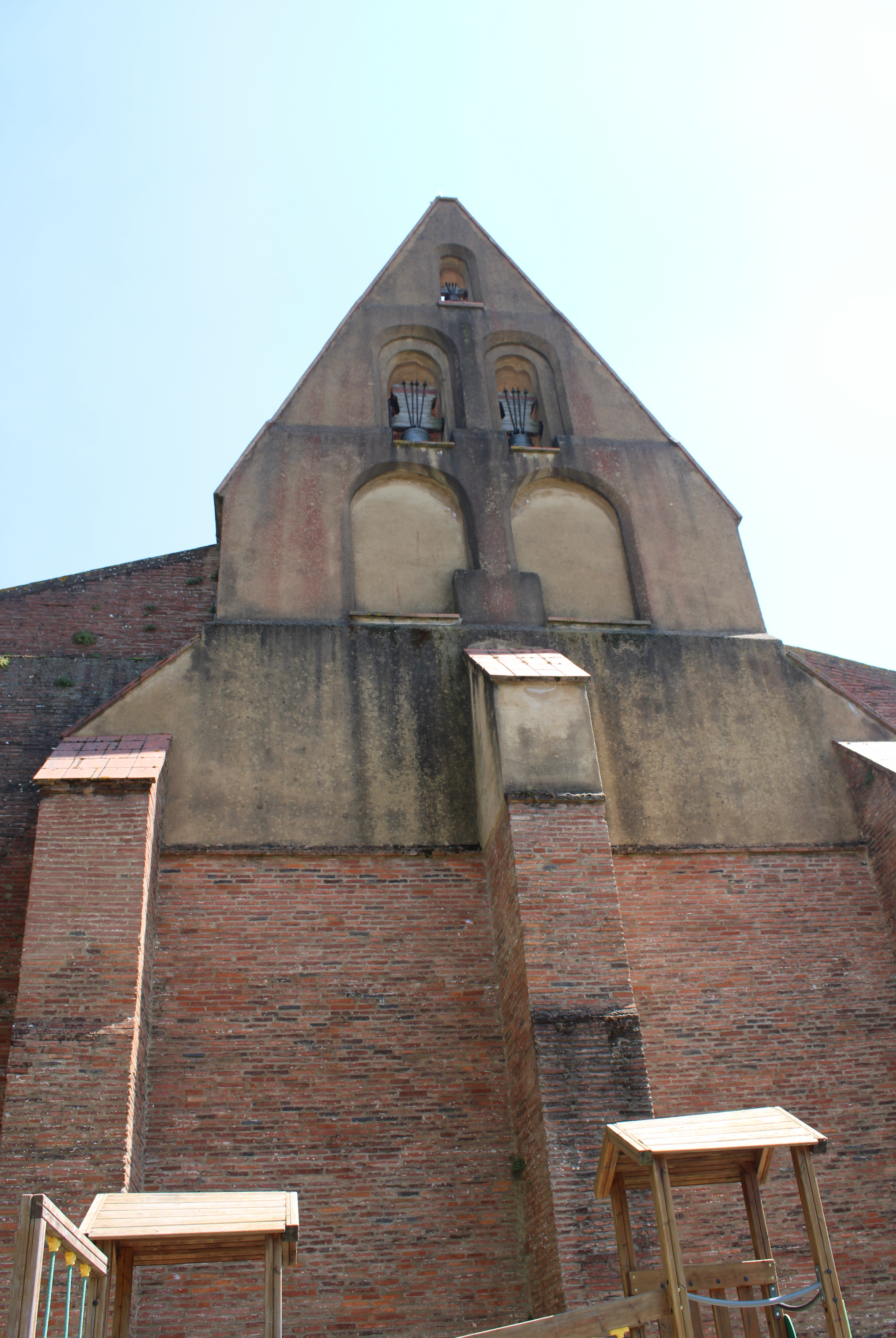
Le clocher-mur de l'église.
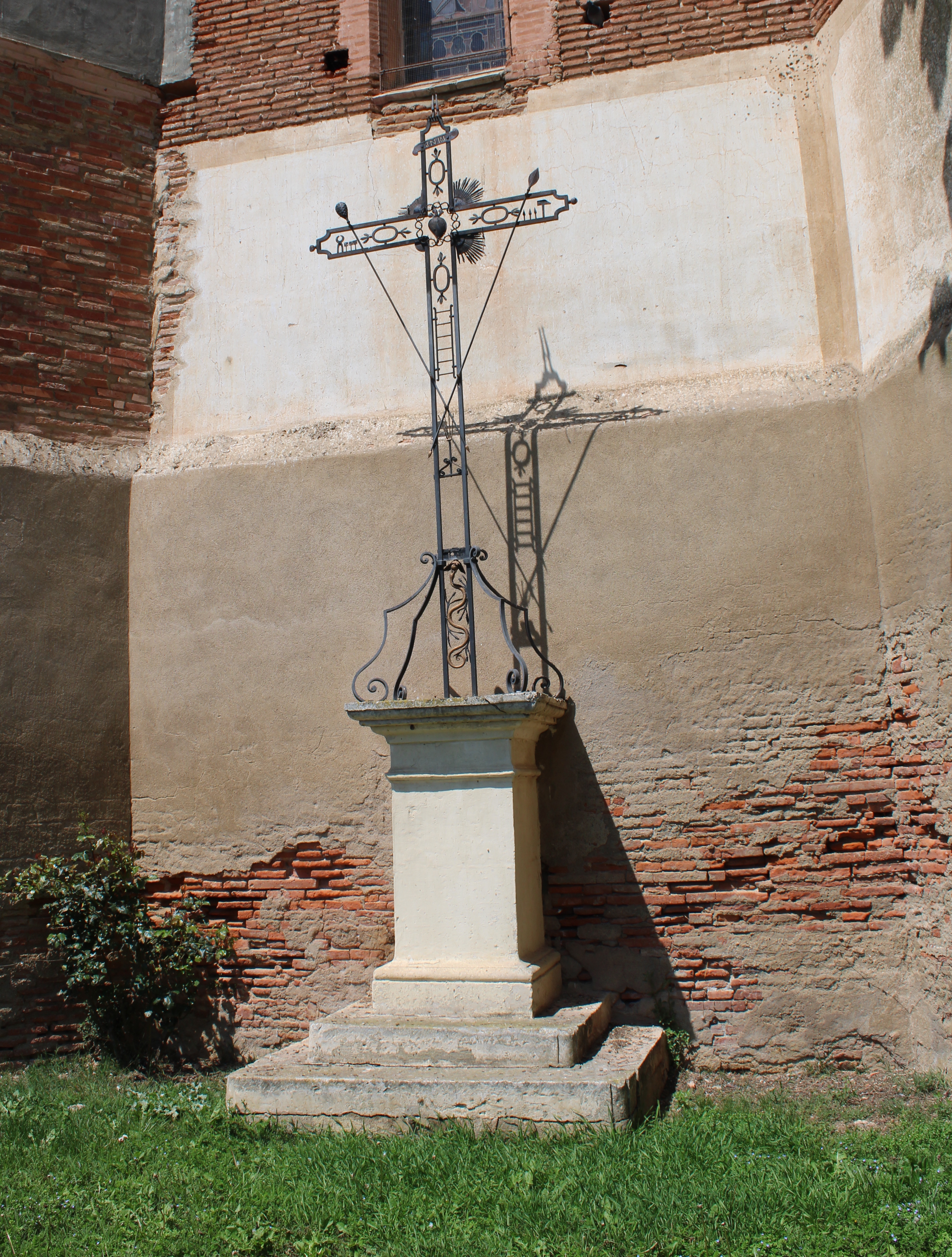
Croix en fer forgé à l'arrière de l'église.

## Pour approfondir